# Сем Варбург
Сем Варбург (англ. Sam Warburg; нар. 29 квітня 1983) — колишній американський тенісист.
Найвищу одиночну позицію світового рейтингу — 132 місце досяг 23 червня 2008, парну — 117 місце — 26 листопада 2007 року.
Найвищим досягненням на турнірах Великого шолома було 2 коло в одиночному розряді.
Завершив кар'єру 2009 року.

## Часовий графік результатів
| W | Ф | ПФ | ЧФ | #Р | КТ | К# | DNQ | A | NH |

### Одиночний розряд
| Турніри Великого шлему                 |     |     |     |     |       |     |     |
| Відкритий чемпіонат Австралії з тенісу |     | К1р | 2р  |     | 0 / 1 | 1–1 | 50% |
| Відкритий чемпіонат Франції з тенісу   |     |     |     |     | 0 / 0 | 0–0 | –   |
| Вімблдонський турнір                   | К1р | 1р  | К1р | К2р | 0 / 1 | 0–1 | 0%  |
| Відкритий чемпіонат США з тенісу       | К1р | К2р | 2р  | К1р | 0 / 1 | 1–1 | 50% |
| В-П                                    | 0–0 | 0–1 | 2–2 | 0–0 | 0 / 3 | 2–3 | 40% |
| Тур ATP Мастерс 1000                   |     |     |     |     |       |     |     |
| Indian Wells Open                      | 1р  | К1р | К1р | К1р | 0 / 1 | 0–1 | 0%  |
| Відкритий чемпіонат Маямі з тенісу     |     | К1р | 2р  |     | 0 / 1 | 1–1 | 50% |
| В-П                                    | 0–1 | 0–0 | 1–1 | 0–0 | 0 / 2 | 1–2 | 33% |

## Фінали ATP Челленджер і ITF Ф'ючерс

### Одиночний розряд: 13 (6–7)
| Легенда              |
| -------------------- |
| ATP Челленджер (1–6) |
| ITF Ф'ючерс (5–1)    |

| Фінали за покриттям |
| ------------------- |
| Тверде (6–7)        |
| Ґрунт (0–0)         |
| Трава (0–0)         |
| Килим (0–0)         |

| Результат | В-П | Дата     | Турнір                           | Рівень     | Покриття | Суперник        | Рахунок            |
| --------- | --- | -------- | -------------------------------- | ---------- | -------- | --------------- | ------------------ |
| Перемога  | 1–0 | Сер 2004 | США F22, Декейтер (Іллінойс)     | Ф'ючерс    | Тверде   | Трес Дейвіс     | 6–4, 6–2           |
| Перемога  | 2–0 | Лип 2005 | США F19, Годфрі (Іллінойс)       | Ф'ючерс    | Тверде   | Джеймі Бейкер   | 7–6(8–6), 6–3      |
| Поразка   | 2–1 | Сер 2005 | США F20, Декейтер (Іллінойс)     | Ф'ючерс    | Тверде   | Майкл Яні       | 5–7, 4–6           |
| Перемога  | 3–1 | Вер 2005 | США F23, Коста-Меса              | Ф'ючерс    | Тверде   | Вейн Одеснік    | 7–5, 6–4           |
| Перемога  | 4–1 | Січ 2006 | Мексика F1, Наукальпан-де-Хуарес | Ф'ючерс    | Тверде   | Давід Наваррете | 6–3, 6–1           |
| Перемога  | 5–1 | Кві 2006 | Korea F3, Соґвіпхо               | Ф'ючерс    | Тверде   | Павло Іванов    | 7–5, 6–2           |
| Поразка   | 5–2 | Чер 2006 | Юба-Сіті, США                    | Челленджер | Тверде   | Сем Кверрі      | 6–7(6–8), 1–6      |
| Поразка   | 5–3 | Гру 2006 | Мауї, США                        | Челленджер | Тверде   | Майкл Расселл   | 1–6, 0–6           |
| Перемога  | 6–3 | Сер 2007 | Бронкс, США                      | Челленджер | Тверде   | Бруно Ечагарай  | 6–3, 6–7(5–7), 6–3 |
| Поразка   | 6–4 | Вер 2007 | Новий Орлеан, США                | Челленджер | Тверде   | Кевін Андерсон  | 4–6, 0–6           |
| Поразка   | 6–5 | Кві 2008 | Мехіко, Мексика                  | Челленджер | Тверде   | Давід Олейнічак | 4–6, 3–6           |
| Поразка   | 6–6 | Чер 2008 | Юба-Сіті, США                    | Челленджер | Тверде   | Майкл Яні       | 6–7(5–7), 6–2, 3–6 |
| Поразка   | 6–7 | Жов 2008 | Калабасас, США                   | Челленджер | Тверде   | Вінс Спейдія    | 6–7(5–7), 4–6      |

### Парний розряд: 20 (12–8)
| Легенда              |
| -------------------- |
| ATP Челленджер (6–4) |
| ITF Ф'ючерс (6–4)    |

| Фінали за покриттям |
| ------------------- |
| Тверде (12–7)       |
| Ґрунт (0–1)         |
| Трава (0–0)         |
| Килим (0–0)         |

| Результат | В-П  | Дата     | Турнір                           | Рівень     | Покриття | Партнер             | Суперники                           | Рахунок            |
| --------- | ---- | -------- | -------------------------------- | ---------- | -------- | ------------------- | ----------------------------------- | ------------------ |
| Перемога  | 1–0  | Лип 2003 | США F21, Джоплін (Міссурі)       | Ф'ючерс    | Тверде   | Джеремі Вуртцман    | Скотт Ліпскі Девід Мартін           | 7–5, 7–5           |
| Поразка   | 1–1  | Лип 2004 | США F16, Чико (Каліфорнія)       | Ф'ючерс    | Тверде   | КС Коркері          | Лестер Кук Джейсон Кук              | 5–7, 6–7(5–7)      |
| Перемога  | 2–1  | Чер 2005 | США F14, Чико (Каліфорнія)       | Ф'ючерс    | Тверде   | Джеремі Вуртцман    | Патрік Бріо Александар Власький     | 1–6, 6–4, 6–3      |
| Перемога  | 3–1  | Лип 2005 | США F19, Годфрі (Іллінойс)       | Ф'ючерс    | Тверде   | Філіп Столт         | Ендрю Андерсон Деніел Кінґ-Тернер   | 6–4, 6–4           |
| Поразка   | 3–2  | Сер 2005 | Еквадор F1, Гуаякіль             | Ф'ючерс    | Тверде   | Ніколас Монро       | Бріан Дабуль Марсель Фельдер        | 5–7, 7–5, 2–6      |
| Перемога  | 4–2  | Гру 2005 | Ізраїль F3, Раанана              | Ф'ючерс    | Тверде   | Ніколас Монро       | Іван Церович Лазар Магдінчев        | 6–3, 7–6(7–4)      |
| Поразка   | 4–3  | Січ 2006 | Гватемала F1, Гватемала (місто)  | Ф'ючерс    | Тверде   | Ніколас Монро       | Рафаель Аревало Джонсон Гарсія      | 6–7(2–7), 6–1, 5–7 |
| Перемога  | 5–3  | Січ 2006 | Мексика F1, Наукальпан-де-Хуарес | Ф'ючерс    | Тверде   | Ніколас Монро       | Данієль Лангре Victor Romero        | 3–6, 6–4, 6–4      |
| Перемога  | 6–3  | Лют 2006 | Коста-Рика F1, Сан-Хосе          | Ф'ючерс    | Тверде   | Ніколас Монро       | Арно Аньєль Луїс Фернандо Манріке   | 7–6(8–6), 6–0      |
| Поразка   | 6–4  | Бер 2006 | Korea F2, Андон                  | Ф'ючерс    | Тверде   | Александар Власький | Чун Хі Сьок Ан Че Сун               | 3–6, 6–7(3–7)      |
| Перемога  | 7–4  | Кві 2006 | Санта-Клара (Каліфорнія), США    | Челленджер | Тверде   | Джон-Пол Фруттеро   | Рік Де Вуст Гленн Вейнер            | 7–5, 6–3           |
| Перемога  | 8–4  | Вер 2006 | Новий Орлеан, США                | Челленджер | Тверде   | Сесіл Маміїт        | Кріс Дрейк Девід Мартін             | 7–6(7–3), 6–0      |
| Поразка   | 8–5  | Жов 2006 | Калабасас, США                   | Челленджер | Тверде   | Харел Леві          | Роберт Кендрік Сесіл Маміїт         | 7–5, 4–6, [5–10]   |
| Перемога  | 9–5  | Кві 2007 | Санта-Клара (Каліфорнія), США    | Челленджер | Тверде   | Харел Леві          | Ерік Тайно Сесіл Маміїт             | 6–2, 6–4           |
| Поразка   | 9–6  | Тра 2007 | Форест-Гіллс, США                | Челленджер | Ґрунт    | Патрік Бріо         | Ражів Рам Боббі Рейнольдс           | 3–6, 4–6           |
| Перемога  | 10–6 | Чер 2007 | Юба-Сіті, США                    | Челленджер | Тверде   | Харел Леві          | Ерік Нуньєз Жан-Жульєн Роєр         | 6–4, 6–4           |
| Поразка   | 10–7 | Жов 2007 | Сакраменто, США                  | Челленджер | Тверде   | Джон-Пол Фруттеро   | Роберт Кендрік Браян Вілсон         | 5–7, 6–7(8–10)     |
| Перемога  | 11–7 | Лис 2007 | Шампейн-Урбана, США              | Челленджер | Тверде   | Харел Леві          | Скотт Ліпскі Брендан Еванс          | 6–4, 6–0           |
| Перемога  | 12–7 | Лис 2007 | Ноксвілл, США                    | Челленджер | Тверде   | Харел Леві          | Джеймі Бейкер Брендан Еванс         | 3–6, 6–2, [10–6]   |
| Поразка   | 12–8 | Лют 2009 | Вроцлав, Польща                  | Челленджер | Тверде   | Бенедікт Дорш       | Сончат Ратіватана Санчай Ратіватана | 4–6, 6–3, [8–10]   |